# کاتن (کالیفرنیا)
کاتن (به انگلیسی: Cutten) یک منطقهٔ مسکونی در ایالات متحده آمریکا است که در شهرستان هامبولت، کالیفرنیا واقع شده‌است. کاتن ۳٫۳۵۱ کیلومتر مربع مساحت و ۳٬۱۰۸ نفر جمعیت دارد و ۶۱ متر بالاتر از سطح دریا واقع شده‌است.